# Kunu-dong
Kunu-dong (Kunu-ri) est un village situé dans la province du Pyongan du Sud en Corée du Nord.

## Histoire
Kunu-ri est situé sur la rive orientale du fleuve Chongchon à l'extrémité nord de la vallée du fleuve Taedong sur les pentes occidentales du nord des monts Taebaek,.
C'est principalement un nœud de communication et une gare de chemin de fer. La route qui va de Sinanju sur la côte ouest à Hŭngnam la côte est passe par le village.
Une bataille clé de la guerre de Corée, la bataille de Kunu-ri s'y déroule en novembre 1950. Kunu-ri est l'un des points les plus au nord que les forces de l'ONU ont réussi à atteindre au cours de la guerre de Corée avant que l’engagement massif des Chinois ne les contraigne à un repli vers le sud. Le village est près de l'endroit où le 2e bataillon du génie des États-Unis a brûlé ses couleurs pour éviter leur capture par les forces chinoises. Durant la guerre, ce village a été entièrement détruit.
Kunu-ri a depuis été absorbé par la ville de Kaechon.